# Volodîmîrivka, Iakîmivka
Volodîmîrivka (în ucraineană Володимирівка) este localitatea de reședință a comunei Volodîmîrivka din raionul Iakîmivka, regiunea Zaporijjea, Ucraina.

## Demografie
Componența lingvistică a localității Volodîmîrivka
     Rusă (60,5%)
     Ucraineană (37,56%)
     Alte limbi (0,49%)
Conform recensământului din 2001, majoritatea populației localității Volodîmîrivka era vorbitoare de rusă (60,5%), existând în minoritate și vorbitori de ucraineană (37,56%) și armeană (1,26%).